# Танзанија на Светском првенству у атлетици на отвореном 2015.
Танзанија је учествовала на Светском првенству у атлетици на отвореном 2015. одржаном у Пекингу од 22. до 30. августа петнаести пут, односно учествовала је на свим првенствима до данас. Репрезентацију Танзаније представљала су 4 атлетичара који су се такмичили у 2 дисциплине.,
На овом првенству Танзанија није освојила ниједну медаљу, али су остварена два најбоља лична резултата сезоне.

## Учесници
Мушкарци:
- Ismail Juma — 10.000 метара
- Alphonce Felix Simbu — Маратон
- Ezekiel Jafary — Маратон
- Fabiano Joseph — Маратон

## Резултати

### Мушкарци
| Атлетичар            | Дисциплина | Лични рекорд | Квалификације | Квалификације | Полуфинале | Полуфинале | Финале   | Финале       | Детаљи |
| Атлетичар            | Дисциплина | Лични рекорд | Резултат      | Место         | Резултат   | Место      | Резултат | Место        | Детаљи |
| -------------------- | ---------- | ------------ | ------------- | ------------- | ---------- | ---------- | -------- | ------------ | ------ |
| Faustine Mussa       | 10.000 м   | 2:13:02      |               |               |            |            | 2:20:51  | 33 / 50 (72) |        |
| Alphonce Felix Simbu | Маратон    | 2:12:01      | 2:16:58       | 12 / 42 (68)  |            |            |          |              |        |
| Ezekiel Jafary       | Маратон    | 2:14:05      | 2:23:43 ЛРС   | 27 / 42 (68)  |            |            |          |              |        |
| Fabiano Joseph       | Маратон    | 2:13:24      | 2:37:37 ЛРС   | 42 / 42 (68)  |            |            |          |              |        |